# گورکا کوشچییووسکا
گورکا کوشچییووسکا (به لاتین: Górka Kościejowska) یک روستا در لهستان است که در گمینا راتسواویتسه واقع شده‌است. گورکا کوشچییووسکا ۱۸۰ نفر جمعیت دارد.